# Ósmosis por presión retardada

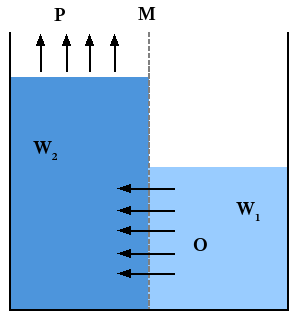
El potencial hídrico entre agua dulce (der.) y agua de mar (izq.) corresponde a un potencial hidráulico de 270 m

La ósmosis por presión retardada, OPR es la energía del gradiente de salinidad obtenida por diferencia en la concentración salina entre el agua de mar y agua de río. Su fuerza es de 26 000 kPa (ex 26 bares). Eso es equivalente a una columna de agua (energía hidráulica) de 270 m de altura. Sin embargo, la presión de trabajo óptima es solo la mitad de eso: 11 a 15 bar.
La OPR utiliza tecnologías basadas en poner en contacto los dos fluidos (agua de río y agua de mar) a través de una membrana específica que permite pasar el agua, pero no las sales. Esto genera una diferencia de presión que puede aprovecharse en una turbina. Una planta prototipo funciona desde el año 2009 en Tofte (Noruega), desarrollada por Statkraft, demostrando el potencial de esta fuente de energía renovable, que tiene la ventaja de basarse en tecnologías similares a las de Ósmosis Inversa, diferiendo fundamentalmente en el tipo de membrana a utilizar. Genera 4 kW/h.

## Otras lecturas
- Loeb S., Norman R. S. (1975). «Osmotic Power Plants». Science 189 (4203): 654-655. PMID 17838753. doi:10.1126/science.189.4203.654.
- Loeb S. (1998). «Energy Production at the Dead Sea by Pressure-Retarded Osmosis: Challenge or Chimera?». Desalination 120: 247-262. doi:10.1016/S0011-9164(98)00222-7.
- Norman R. S. (1974). «Water Salination: A Source of Energy». Science 186 (4161): 350. PMID 17839865. doi:10.1126/science.186.4161.350.
- Cath T. Y., Childress A. E., Elimelech M. (2006). «Forward osmosis: Principles, applications, and recent developments (Review)». Journal of Membrane Science 281: 70-87. doi:10.1016/j.memsci.2006.05.048.
- Loeb S. (1988). «Comments on the suitability of reverse osmosis membranes for energy recover by submarine osmotic power plants Desalination (Review)». Journal of Membrane Science 68: 75-76. doi:10.1016/0011-9164(88)80044-4.
- Loeb S. (2002). «Large-scale power production by pressure-retarded osmosis, using river water and sea water passing through spiral modules desalination (Review)». Journal of Membrane Science 143: 115-122. doi:10.1016/S0011-9164(02)00233-3.
- Achilli A., Cath T. Y., Childress A. E. (2009). «Power generation with pressure retarded osmosis: an experimental and theoretical investigation». Journal of Membrane Science 343: 42-52. doi:10.1016/j.memsci.2009.07.006.

- Datos: Q5401368